# Kostja Zetkin
Konstantin (Kostja) Zetkin (14 de abril de 1885 - septiembre de 1980) fue un médico, economista social y activista político alemán de origen judío. 
Era hijo de Clara Zetkin, una icónica pionera de la izquierda política en Alemania. Por un tiempo, se convirtió en el amante de otra pionera, Rosa Luxemburgo.

## Biografía

### Procedencia y primeros años
Konstantin Zetkin, siempre identificado como "Kostja" en la correspondencia familiar y en casi todas las demás fuentes, nació en París. El padre de Kostja, Ossip Zetkin (1850-1889), era un revolucionario y socialista ruso que había sufrido persecución debido a su participación en el movimiento Naródnik y huyó a Leipzig donde, de joven, se había mantenido como carpintero y se había convertido activo en la política estudiantil. Así fue como conoció a la maestra en formación, Clara Eißner. En el contexto de las leyes antisocialistas recientemente promulgadas , Ossip Zetkin fue arrestado en una reunión política en 1880, identificado como un "extranjero notorio" ("lästiger Ausländer") y privado de su permiso de residencia en Leipzig. Se mudó a París, donde, dos años después, Clara Eißner se unió a él. Los dos probablemente se habían convertido en amantes en Leipzig, y ahora reanudaron su asociación. Clara adoptó su apellido, pero los dos nunca se casaron formalmente. Según una fuente, no pudieron casarse porque Ossip no pudo obtener los documentos necesarios de Rusia: otra versión indica que Clara era reacia a contraer matrimonio, lo que la habría llevado a perder su ciudadanía alemana. Sus dos hijos, Maxim y Kostja, nacieron en 1883 y 1885. 
Ossip Zetkin murió de tuberculosis a principios de 1889. En 1891, Clara Zetkin se mudó con sus dos hijos a Alemania. En lugar de regresar a Sajonia, donde había nacido y crecido, llevó a su familia a vivir al oeste del país, en Stuttgart, donde permaneció hasta mediados de la década de 1920, y donde crecieron Kostja y su hermano mayor. Al principio, los niños tenían dificultades con el idioma alemán, pero superaron las desventajas educativas iniciales cuando tenían la edad suficiente para la escuela secundaria. Ambos asistieron al bien considerado Karls-Gymnasium (escuela secundaria) en Stuttgart, mientras que su madre persiguió enérgicamente una carrera política y periodística como miembro activista del Partido Socialdemócrata (SPD) y como editora de Gleichheit, Periódico bimensualmente femenino comprometido con la igualdad de género.

### Rosa Luxemburgo y años de estudiante
Fue presumiblemente como resultado del activismo político de su madre que Kostja Zetkin conoció a Rosa Luxemburgo. Se convirtió en el amante de la amiga de su madre en 1907, y este aspecto de la relación con Rosa Luxemburgo duró hasta su reclutamiento en 1915, aunque seguirían siendo amigos de toda la vida. También fue al menos en parte por recomendación de Luxemburgo que estudió Economía Social, mientras se hospedaba con ella en Berlín. La economía social fue el tema sobre el cual la propia Luxemburgo dio una conferencia en la Academia del SPD. Sin embargo, en algún momento Kostja Zetkin cambió al estudio de Medicina (que también fue el tema que su hermano estudió entre 1902 y 1908).

### Guerra
La guerra se declaró en julio de 1914 y el 5 de marzo de 1915, antes de que pudiera completar sus estudios médicos, Kostja Zetkin fue reclutado en el ejército. Sirvió como oficial médico en el Frente Occidental, participando en la Batalla del Somme, en Verdún y, más tarde, en Rheims. Continuó como oficial médico a través de varias promociones, y recibió la Cruz de Hierro (2.ª clase) el 10 de noviembre de 1916. Después de que la guerra terminó en 1918, reanudó sus estudios médicos, pasando sus exámenes médicos estatales en 1923 con una distinción.

### Madre y políticas
Durante los años posteriores a 1923, la salud de su madre se deterioró progresivamente y dedicó una parte sustancial de su energía a cuidarla y apoyar su trabajo político. En un momento se describió irónicamente como el "trabajador técnico" de su madre ("technischer Mitarbeiter"). Su madre siguió siendo una escritora prolífica, y sus cartas revelan que durante la década de 1920 y principios de la década de 1930 Kostja Zetkin vivió durante un tiempo con Nadja von Massov. (Rosa Luxemburgo había sido asesinada a principios de 1919.) En 1923, Kostja Zetkin fue co-instigador, junto con Karl Korsch, György Lukács y Richard Sorge, en la fundación del Instituto de Investigación Social ("Institut für Sozialforschung"/IFS) en la Universidad de Frankfurt. En relación con el IFS, también fue uno de los que participó en la conferencia "Primera Semana del Trabajo Marxista" celebrada cerca de Arnstadt durante ocho días a fines de mayo de 1923.

### Tercer Reich
Después de la caída de la República de Weimar, los nacionalsocialistas tomaron el poder en enero de 1933 y perdió poco tiempo en la transformación de Alemania en un Estado autoritario y unipartidista. El apoyo popular a los nacionalsocialistas se basaba en los pilares de la esperanza y el odio. Los judíos y los comunistas fueron señalados como objetivos para la persecución estatal, especialmente después del Incendio del Reichstag en febrero de 1933. Clara Zetkin era una comunista de alto perfil y Ossip Zetkin había sido judío. Era hora de irse. Kostja Zetkin se mudó a la Unión Soviética, donde el hermano mayor de Kostja, Maxim, había estado trabajando como médico desde 1920. Clara Zetkin ya había vivido en Moscú y había sido atendida allí por su hijo mayor entre 1924 y 1929.

### Moscú
Clara Zetkin murió el 20 de junio de 1933 en Arkhangelskoye, a poca distancia de Moscú. Como comunista de alto perfil, amiga de Rosa Luxemburgo y activista feminista durante muchas décadas, Clara Zetkin disfrutó de un estatus casi icónico con los agentes del poder de Moscú, que ahora resultó ser una bendición mixta. Kostja Zetkin se encontró en desacuerdo con los representantes del gobierno, aparentemente debido a las diferentes opiniones sobre la publicación selectiva de una gran colección de artículos, ensayos, cartas y otros documentos políticamente relevantes de su difunta madre. La epidemia de desapariciones políticas de Moscú todavía estaba en el futuro, pero Zetkin evidentemente apreciaba que los desacuerdos con las autoridades eran imposibles de ganar y que él mismo estaba en peligro mientras la situación persistiera. Solicitó permiso para emigrar nuevamente, esta vez a Praga para trabajar como médico. La solicitud fue concedida, no sin cierta "reticencia burocrática", y en 1935 Kostja Zetkin se mudó a Checoslovaquia, donde permaneció hasta 1938.

### Gertrude Bardenhewer
En Checoslovaquia, Kostya Zetkin y Gertrude Bardenhewer se hicieron amantes en 1935. Más tarde se casaron. Ambos eran médicos calificados y se especula que originalmente se habrían conocido como estudiantes de medicina políticamente activos en Berlín. Para 1935, Gertrude Bardenhewer había sido madre soltera durante más de una década. Deseosa de dar a luz a un niño con regalos artísticos, se había asociado con el artista polímata Otto Tetjus Tügel, dio a luz a su hijo Lukas y luego se fue, llevándose al bebé con ella. A fines de la década de 1930, el niño había crecido prácticamente y, al encontrarse en Londres cuando estalló la guerra en 1939, se unió al Ejército Británico. Unos años más tarde emigró a los Estados Unidos de América. La invasión alemana de Checoslovaquia durante 1938 y 1939 impuso un nuevo vuelo. Kostja y Gertrude, ahora juntos, se dirigieron a París. Las fuentes difieren sobre si dejaron Checoslovaquia poco antes o poco después de que las tropas alemanas ocuparon todo el país. Viajaron a través de Suiza, donde pasaron algún tiempo y pueden haber pensado en establecerse. Pero también percibieron el riesgo de que incluso en Suiza las autoridades no pudieran protegerlos del asesinato por parte de un agente armado enviado desde la Unión Soviética o Alemania. El nombre de Zetkin tenía su propio legado políticamente cargado. 

### Francia
Kostja Zetkin llegó a Francia en abril de 1939. Ya había escrito una carta a un amigo, reconociendo que las regulaciones laborales restrictivas hacían más difícil para los médicos calificados en Alemania encontrar empleo profesional en Francia que en Checoslovaquia. Sin embargo, los Zetkins tenían amigos en Francia que, en palabras de una fuente, "los escondieron en el campo francés". Zetkin pudo trabajar como enfermero y como masajista-fisioterapeuta. También tomó trabajo como trabajador agrícola. 
La guerra regresó en septiembre de 1939, pero solo en mayo de 1940 las fuerzas alemanas invadieron Francia. Las autoridades respondieron identificando como extranjeros enemigos a miles de refugiados alemanes que se habían visto obligados a buscar refugio en Francia por razones políticas y/o raciales. Zetkin estuvo detenido en un campo durante cuatro meses, casi seguramente en la parte sur del país. Sus comentarios de la época indican que las condiciones en Francia se volvieron tan intolerables que ya estaba buscando formas de trasladarse a otro país. Es posible que ya haya solicitado, en este momento sin éxito, permiso para salir de Francia e ingresar a los Estados Unidos de América. Las referencias en sus cartas a parientes que ya están en los Estados Unidos, muy probablemente la familia de la hermana de Gertrude, Inge, ciertamente insinúan esa posibilidad. Cuando Zetkin dejó su campo de internamiento en Francia, la parte sur del país estaba gobernada desde Vichy por un gobierno títere. La seguridad en los campamentos era en esta etapa con frecuencia laxa, pero según una fuente, Gertrude aseguró la liberación de los Kostja usando el dispositivo altamente poco convencional de revelar sus verdaderas identidades a un guardia del campamento a quien juzgó, correctamente, que era políticamente consciente, y no tenía amigos con los alemanes. El guardia respondió en voz baja pero intencionadamente. "No podemos tener al hijo de Clara Zetkin en una celda de la prisión". Incluso si la historia ha sido bordada en la narración, es indiscutible que Kostja y Gertrude lograron escapar, con dificultad, a través de España (y probablemente Portugal) a los Estados Unidos, a donde llegaron en 1945 o antes. Cuando las autoridades francesas les otorgaron permisos de viaje, sus documentos de identidad de viaje franceses indican que Kostja y Gertrude estaban casados entre sí.

### Norteamérica
Los Zetkins siempre sintieron que las autoridades de los Estados Unidos los veían con desconfianza. Inicialmente, el único trabajo que pudieron encontrar como médicos calificados fue en una granja lechera. Más tarde encontraron trabajo como "auxiliares médicos" en una sucesión de instituciones psiquiátricas, descritas en una fuente como "agujeros infernales". Habiendo terminado la guerra en 1945, en 1949 los Zetkins intentaban encontrar trabajo como médicos en Alemania, pero sin éxito. A medida que el macartismo se convirtió en la corriente principal en el establecimiento político, el hecho de que el hermano mayor de Kostja, que había sobrevivido en Moscú a las purgas estalinistas de fines de la década de 1930, ahora volviera a Alemania trabajando como director de un hospital y profesor principal de medicina en la principal universidad soviética administrada de Berlín Oriental no habrá hecho nada para mejorar las perspectivas profesionales de Kostja en los Estados Unidos. Sin embargo, tenía una especie de trabajo y estaba acumulando derechos de pensión que era reacio a poner en riesgo. A pesar de estar cada vez más deprimido, continuó trabajando en el sistema médico de EE. UU. hasta 1957, cuando se retiró. Los Zetkins ahora se mudaron por última vez, instalándose en una cabaña propiedad de una de las hermanas de Gertrude en la costa oeste de Canadá en Halfmoon Bay. En este momento, la salud de Kostja Zetkin estaba fallando, y en 1963 tuvo que someterse a una operación importante, que consistió en la extracción de la mayor parte de su estómago, debido a una úlcera perforada. Sin embargo, sobrevivió a la operación y de hecho sobrevivió durante más de otros diecisiete años, muriendo en 1980. Gertrude murió unos meses después, en enero de 1981. 

## Significado
Die Zeit caracterizó la importancia literaria y política de Kostja Zetkin en los siguientes términos: 
"La publicación más importante presenta las cartas de Rosa Luxemburgo a Kostja Zetkin. Desafortunadamente, los compiladores de la colección de más de 600 cartas dejaron de lado a 70 debido a su "carácter principalmente privado-íntimo". La restricción es difícil de entender cuando el lector considera la forma en que las cartas publicadas con frecuencia muestran un "carácter privado-íntimo".
"Die wichtigste Erstveröffentlichung stellen dabei die Briefe Rosa Luxemburgs an Kostja Zetkin (1885-1980) dar. Leider haben die Herausgeber von den über 600 erhaltenen Briefen wegen ihres „vorwiegend privat-intimen Charakters“ rund 70 nicht aufgenommen und gelegentlich „geringe Auslassungen“ vorgenommen. Diese Zurückhaltung ist wenig verständlich, zumal wenn man feststellt, daß auch die veröffentlichten Briefe häufig durchaus „privat-intimen“ Charakters sind".
Rosa Luxemburgo sigue fascinando y, a pesar de su poderoso intelecto político y activismo, su vida amorosa también llama la atención. En 2008, un poco inverosímil a los ojos de algunos estudiosos, la vida de Rosa Luxemburgo formó la base para un musical en el teatro Grips-Theater (teatro juvenil) en Berlín. Un comentarista escribió: 
"Rosa Luxemburgo nunca se casó: casi siempre tuvo amantes más jóvenes. Según la actriz Regine Seidler (quien asumió el papel principal en el musical), pasó su tiempo más feliz con Kostja Zetkin, el hijo de su mejor amiga, Clara Zetkin. Esa fue una historia de amor profunda y completa. En Alemania del Este minimizaron este aspecto. Prefirieron que Rosa Luxemburgo tenía una relación maternal con su inquilino. Una reescritura singular".
"Rosa Luxemburg war zeitlebens unverheiratet, sie hatte fast immer jüngere Liebhaber. Ihre glücklichste Zeit verbrachte sie mit Kostja Zetkin, dem Sohn ihrer besten Freundin Clara Zetkin, erzählt Regine Seidler. Das war eine ganz innige Liebesbeziehung. In der DDR sei dieser Aspekt nicht vorgekommen. Da hieß es dann, dass Rosa Luxemburg ein mütterliches Verhältnis zu ihrem Untermieter hatte. Eine interessante Umschreibung"